# 米爾沙拉烏帕齊拉
米爾沙拉乌帕齐拉是孟加拉国吉大港縣的一个乌帕齐拉，位於吉大港专区的吉大港縣。。

## 人口
據1991年孟加拉國人口普查，米爾沙拉共有戶數55,771戶，人口325,712人。其中男性佔比49.97%，女性佔比50.03%；成年人口160,496人。該地7歲以上人口之平均識字率為37.2%。